# Ješenca
Ješenca je naselje v Občini Rače - Fram, ki leži med Račami in Framom. Je kraj, skozi katerega teče železniška proga in kraj s 542 prebivalci na 4,2 km2 površine. Zelo tradicionalno štajersko naselje z hišami ob glavni cesti je včasih bilo pretežno kmetijsko danes se pa vse to spreminja in najdemo le še nekaj kmetij, ostalo so moderne stanovanjske hiše. Ješenca je zelo mirno naselje odmaknjeno od glavnih prometnic in prometnega vrveža,ampak dovolj blizu trgovin, pošte, zdravstvenega doma, šole, vrtca in ostale potreben infrastrukture. Hkrati je odlično izhodišče za sprehode v naravi in kolesarjenje.

Vir: Občina Rače - Fram.